# Musée Von-der-Heydt
Le musée Von-der-Heydt propose des œuvres et des expositions d'art contemporain. Il se situe à Wuppertal, dans le quartier d'Elberfeld.

## Description
Il contient entre autres un ensemble exceptionnel des différentes avant-gardes du début du XXe siècle, constitué par les barons allemands von der Heydt père et fils. Le premier aima Courbet, les impressionnistes et au-delà. Il fut aussi le premier de son pays à acheter un Picasso (Acrobate et jeune Arlequin, en 1905). Le fils continua à défricher et fut une des principales victimes du « goût » nazi qui voua aux gémonies quasiment tout l'art moderne. « Cent cinquante de ses toiles disparurent à la suite de la sordide exposition de 1937 sur « l'art dégénéré » et deux mille pendant la guerre, explique Gerhard Finckh, le directeur du musée. Heureusement, il avait pu en faire cacher en Suisse. Ce qui demeure est considéré comme un des meilleurs fonds d'expressionnistes en Allemagne.»
À ce noyau central s’ajoute un ensemble de tableaux hollandais du XVIIe siècle. Le romantisme allemand est représenté par Achenbach, Carl Blechen et Johann Friedrich Overbeck, mais aussi par les « Deutschrömer » (les Romains allemands) Arnold Böcklin et Hans von Marées. Delacroix, Corot, Courbet, Rousseau, Daubigny, Monet, Manet, Degas et Toulouse-Lautrec, puis Cézanne, Van Gogh, Gauguin, Braque et Derain, permettent de suivre l’évolution de la peinture française depuis le naturalisme et le réalisme, puis l’impressionnisme, jusqu’au fauvisme. Liebermann, Corinth et Slevogt illustrent les différentes facettes de l’impressionnisme allemand. Les tableaux de Hodler, Munch et Picasso témoignent eux aussi de l’avènement de l’art moderne au début du xxe siècle.

## Galerie

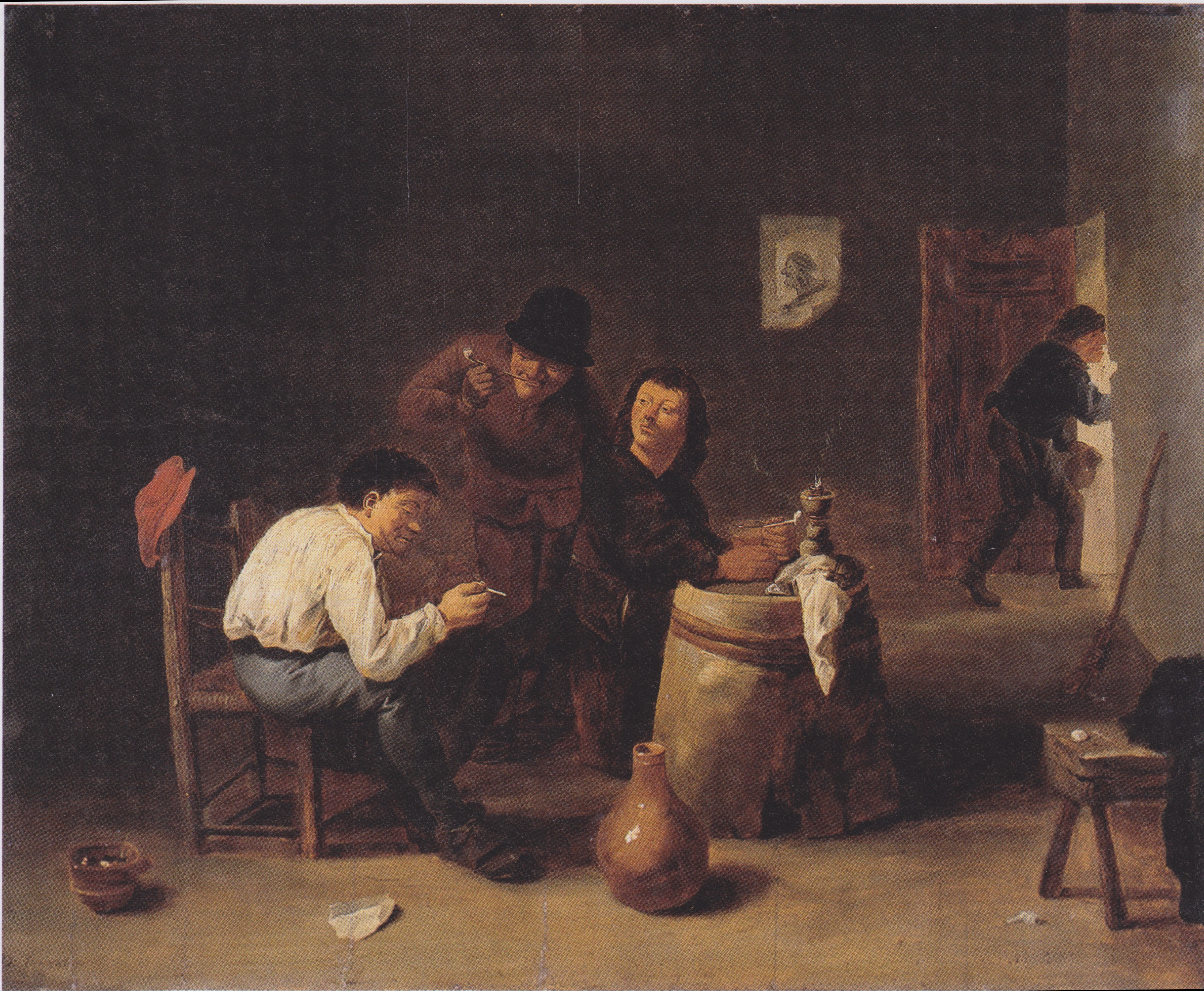
David Teniers le Jeune, Wirtshausszene (Scène de taverne) (1634)
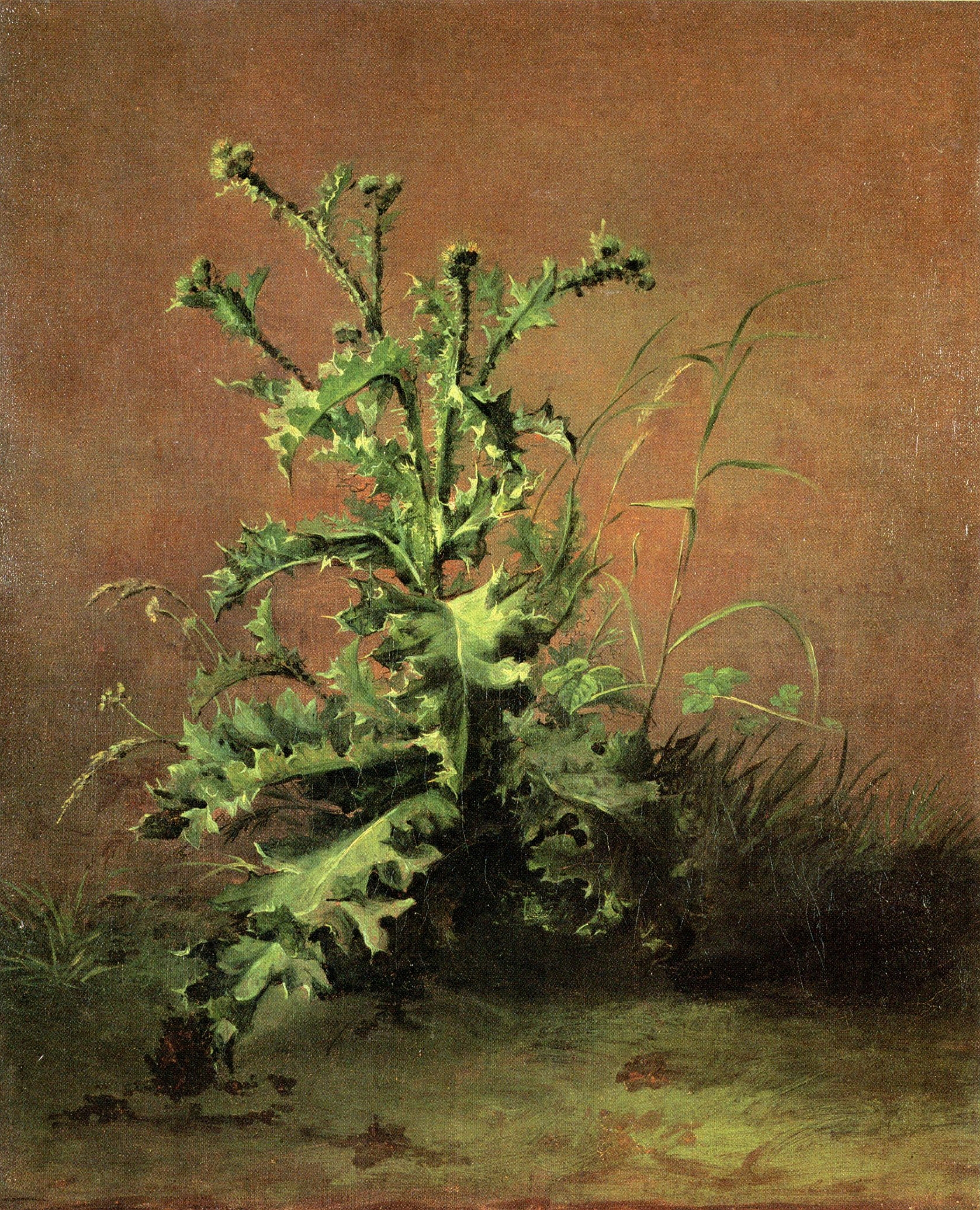
Édouard Manet, Chardons (1858)
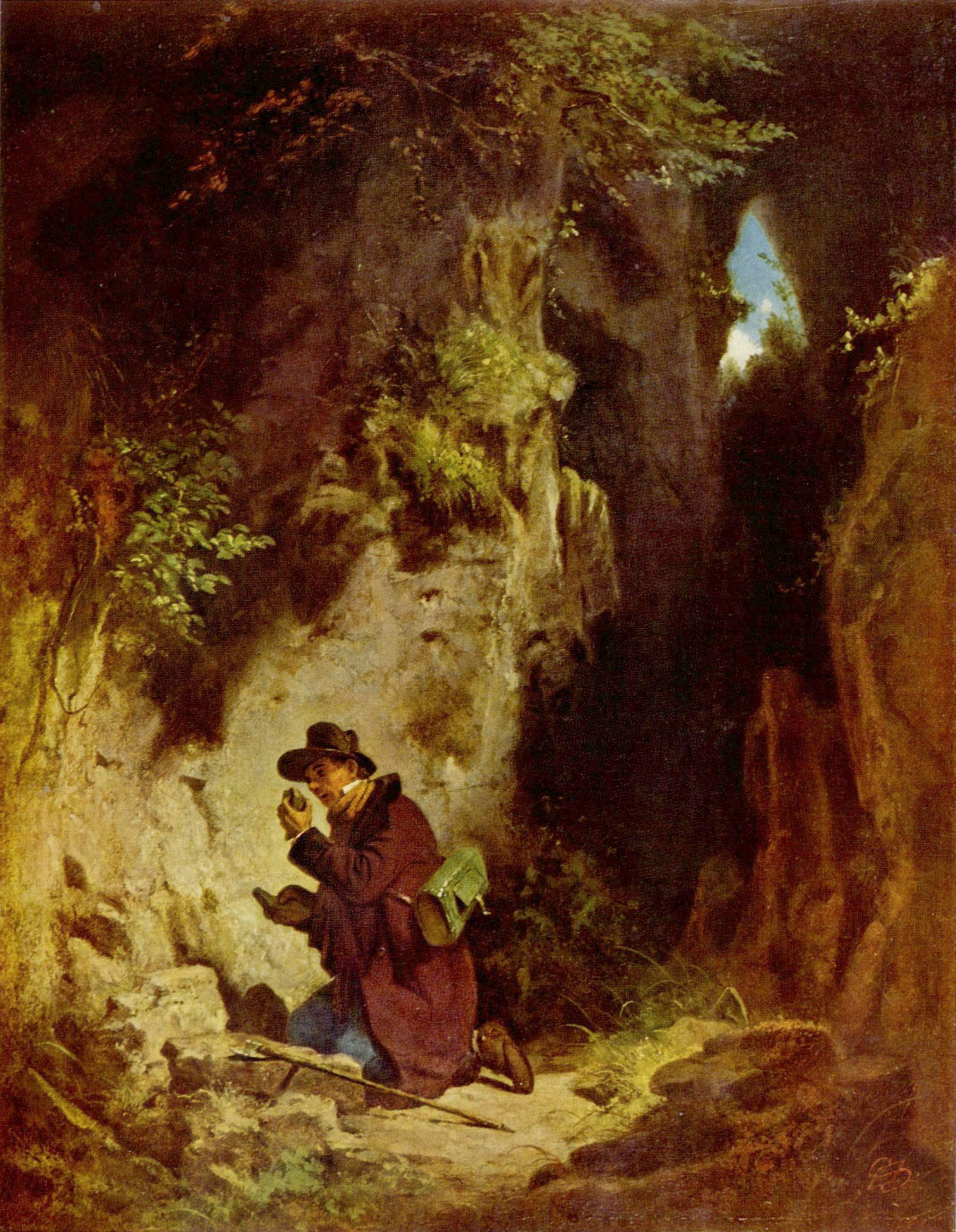
Carl Spitzweg, Le Géologue (années 1860)
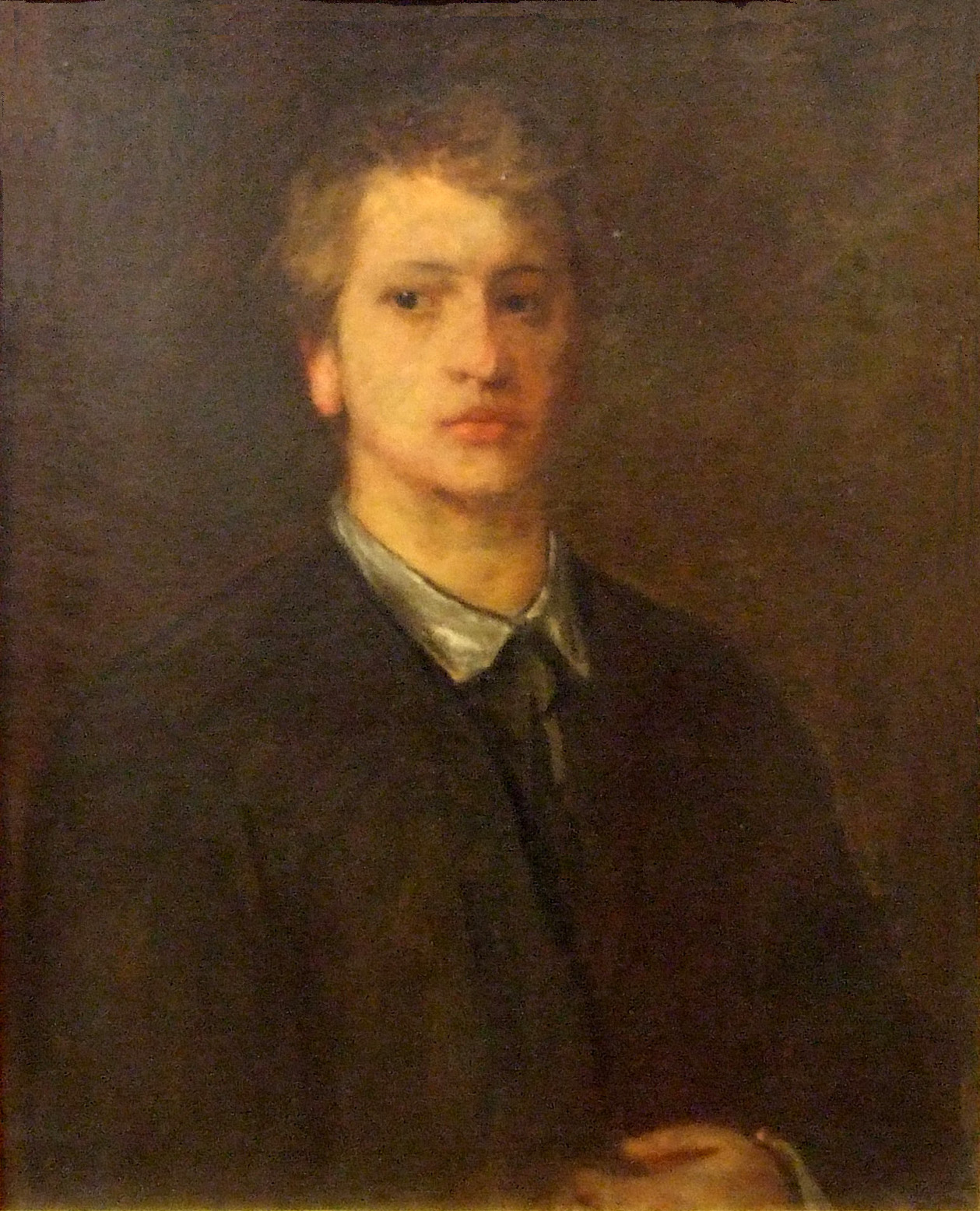
Hans von Marées, Portrait d'Adolf von Hildebrand (1867-1868)
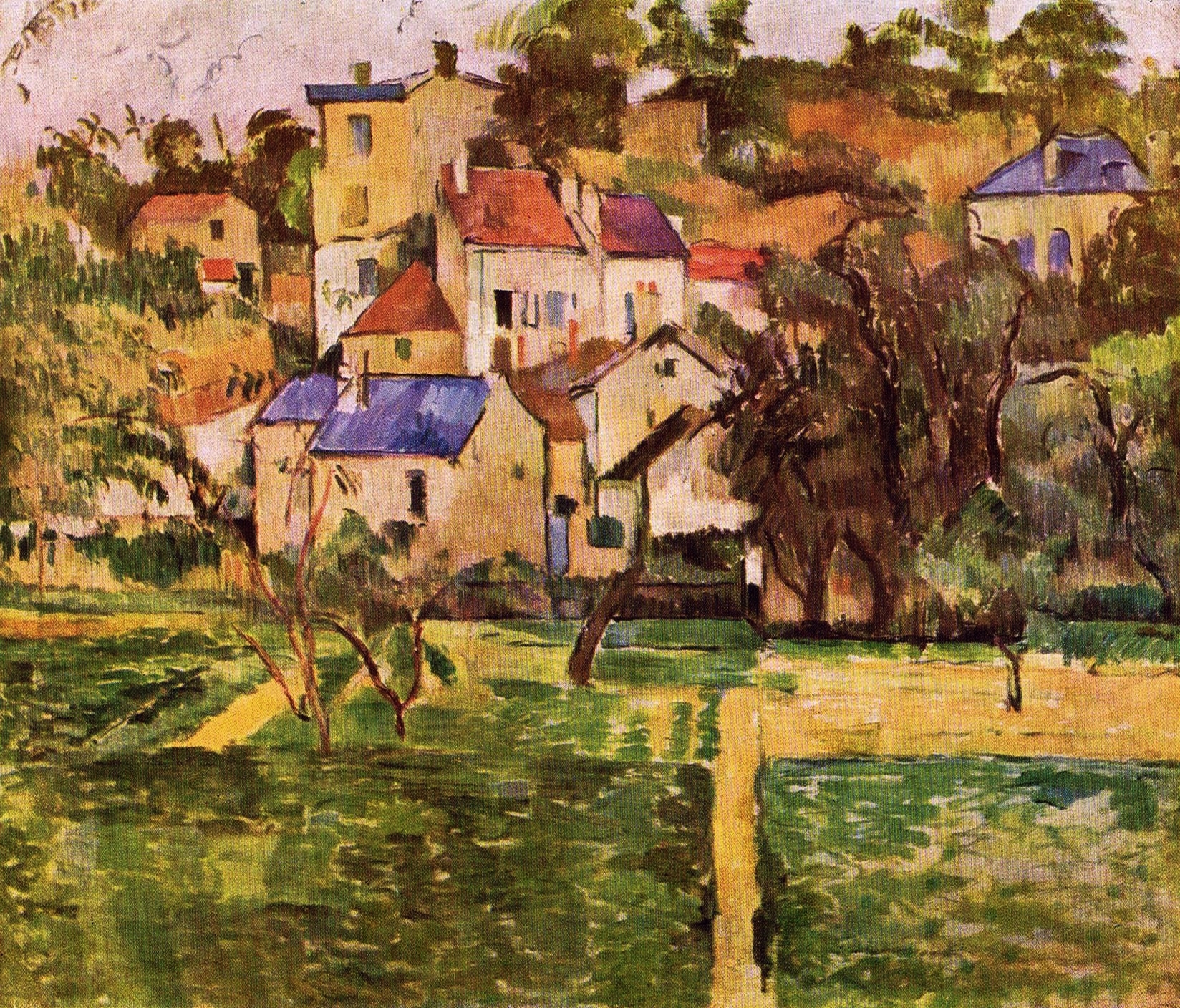
Paul Cézanne, L'Ermitage à Pontoise (vers 1867)
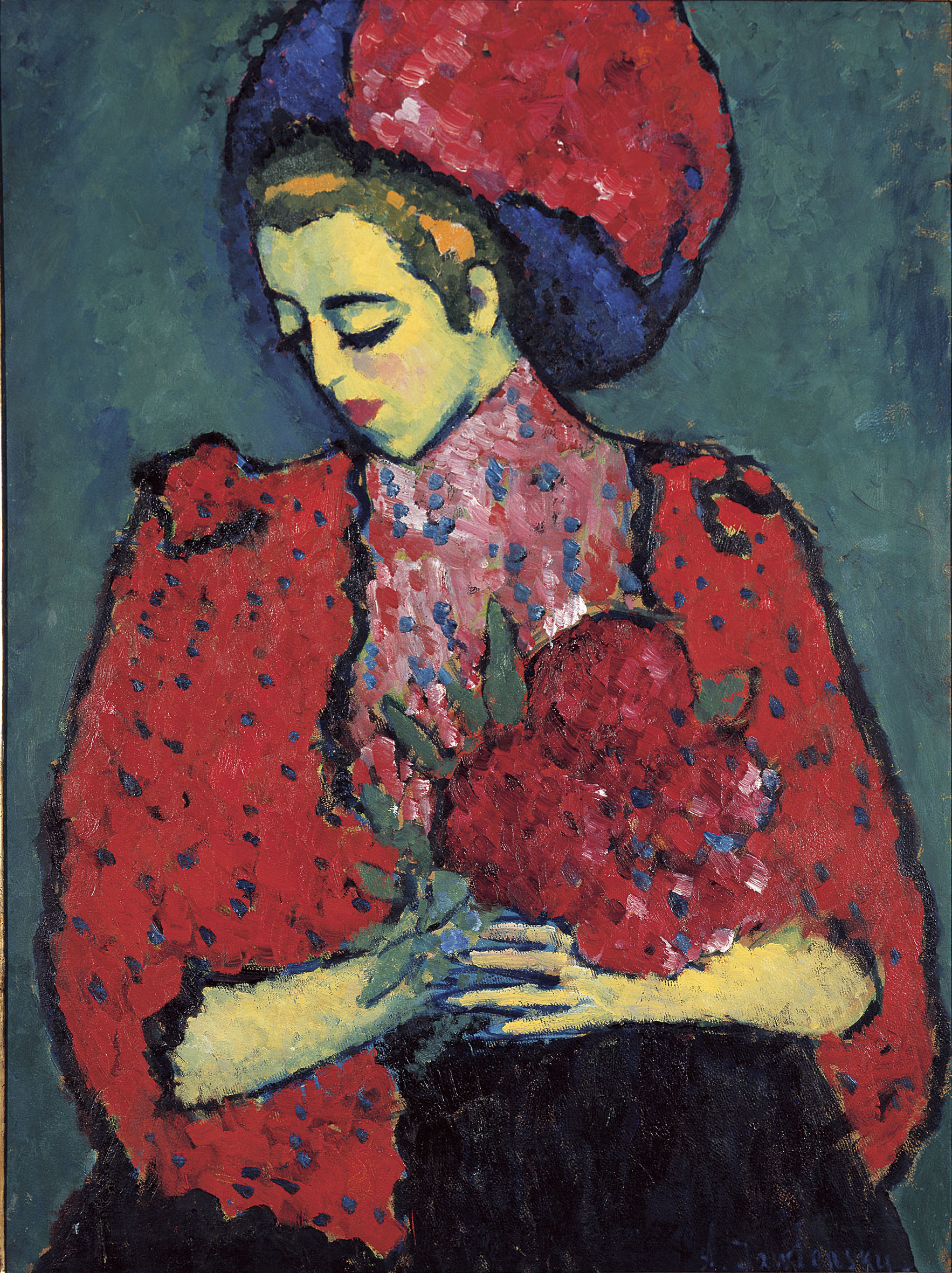
Alexej von Jawlensky, Junge Frau mit Paeonien (1909)
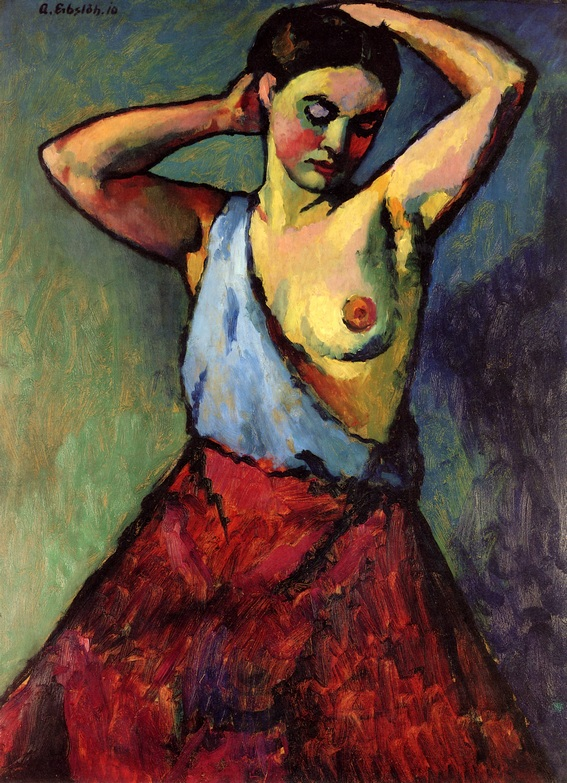
Adolf Erbslöh, La Jeune Femme à la jupe rouge (1910)
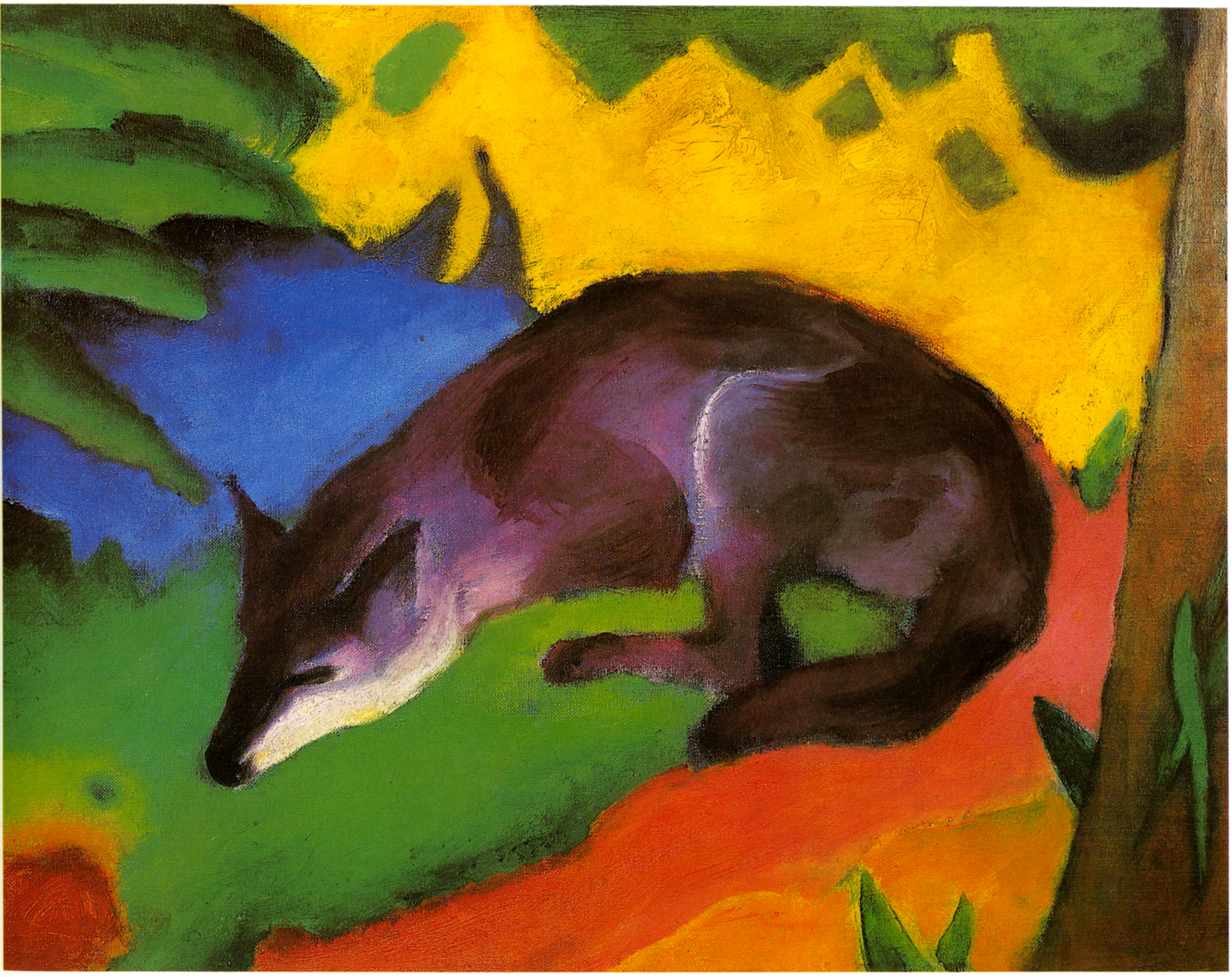
Franz Marc, Renard (1911)
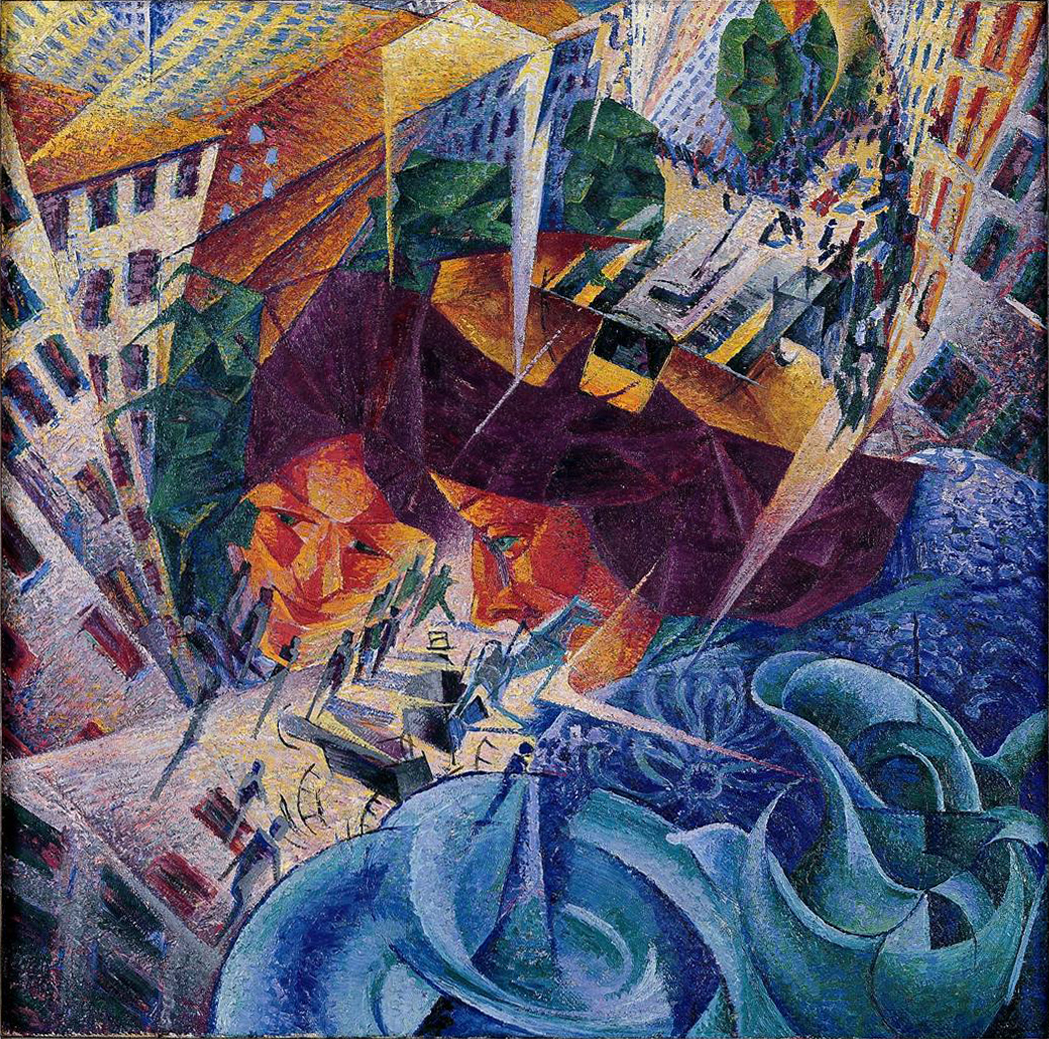
Umberto Boccioni, Visions simultanées (vers 1912)
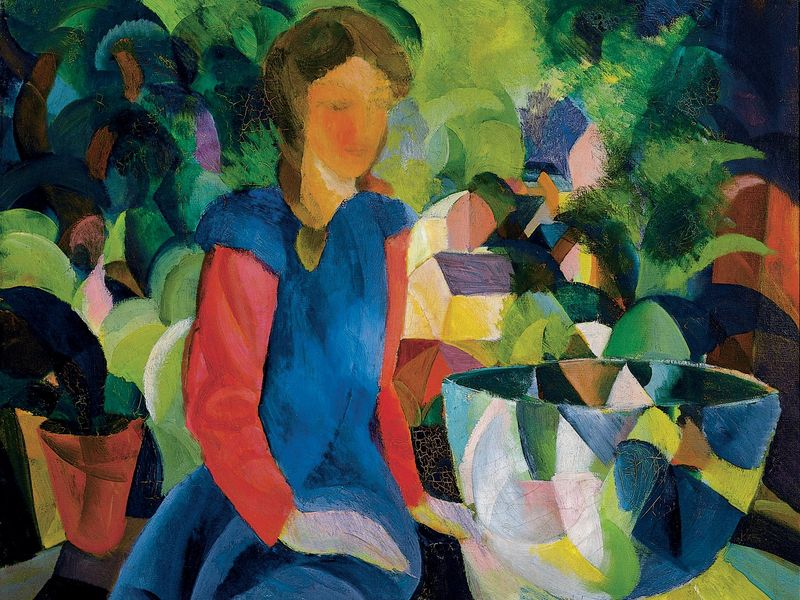
August Macke, Jeune Fille avec des poissons dans un récipient de verre (1914)
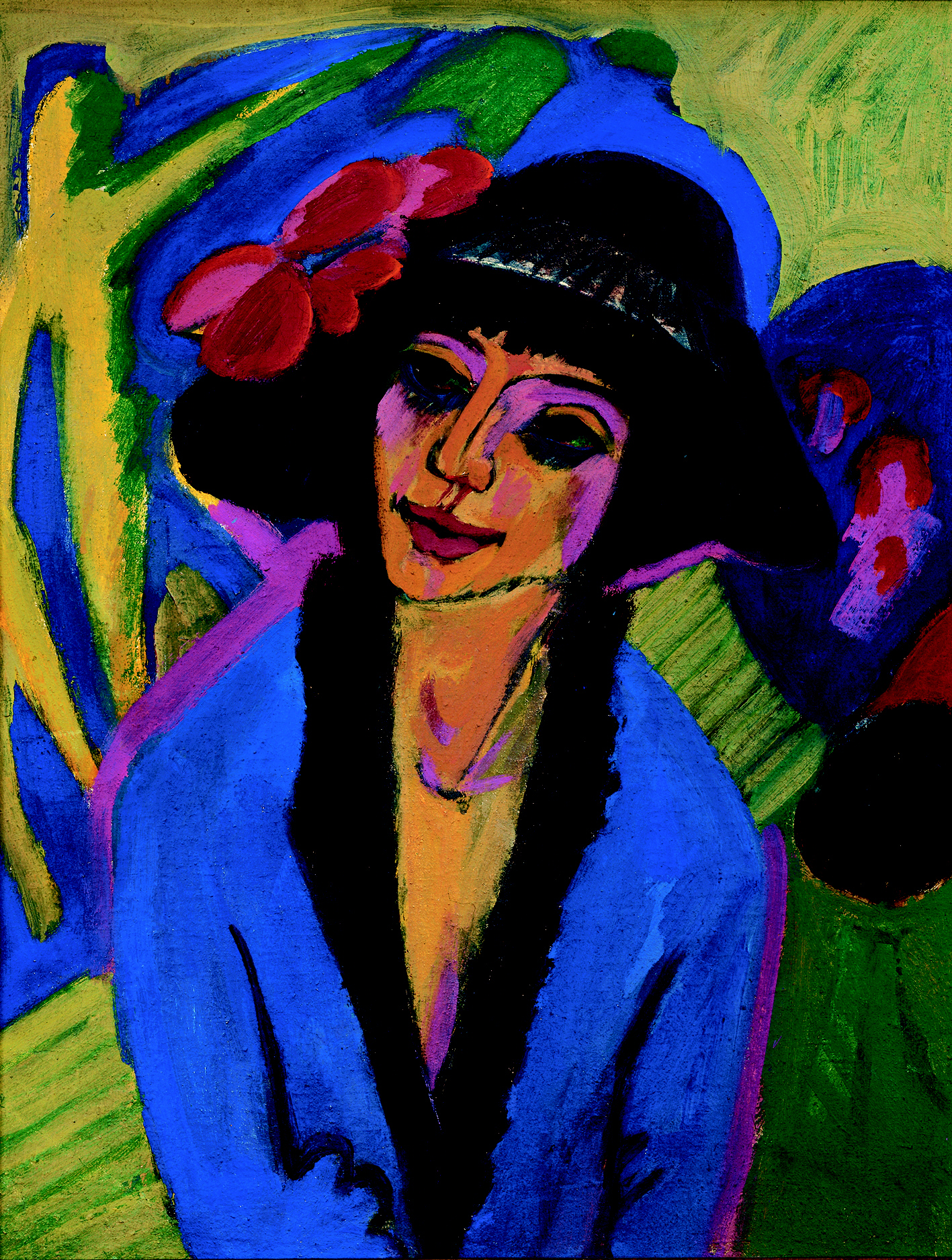
Ernst Ludwig Kirchner, Portrait de Gerda (1914)
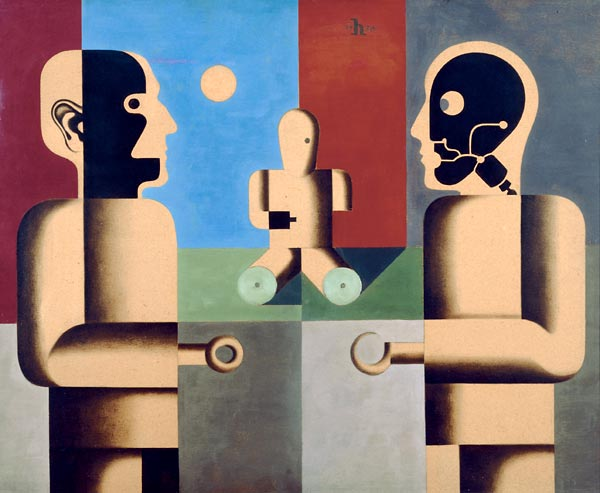
Heinrich Hoerle, Denkmal der unbekannten Prothesen (1930)